# デジタルホーン

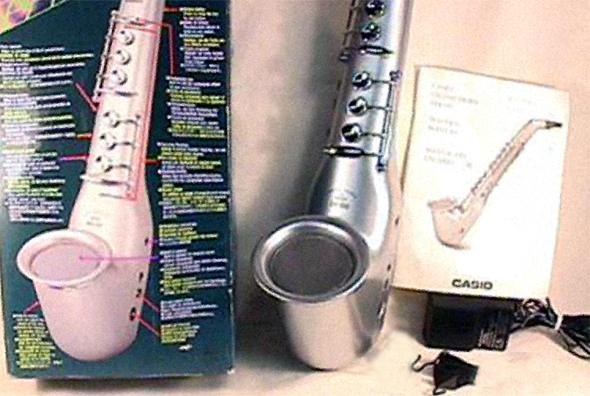
デジタルホーン DH-100

デジタルホーン（Digital Horn ）は、カシオ計算機が1988年～90年代初期に製造・販売した、音源、スピーカー内蔵のウインドシンセサイザー。CASIO DHシリーズ。

## 概要

### 特長
ウインドシンセサイザーと呼ばれる製品の多くが、自身では音源を持たず外部の音源にデータを送信する「ウインドコントローラー」であったが、DHシリーズは音源を内蔵するだけでなく「小口径ながら高性能のスピーカーを内蔵」しさらには電池駆動が可能だったため、製品単体で演奏できる唯一のウインドシンセであった。
DHシリーズのデザインは、ほとんどのモデルがサックス風の外装だが、DH-280のみヤマハのWXシリーズに似た、角ばったデザインが採用されている。

### 機能
ロングトーン時に自動的に付加される（オート）ビブラートやシンプルなキーなど解り易い初心者向けの仕様。全ての機種で半音単位のトランスポーズキーが可能で、DH-500には、ディレイ（リバーブ）,E♭B♭などのインジケーターランプが搭載されていた。
プリセットトーンは、サキソフォン・トランペット・シンセリード・オーボエ・クラリネット・フルートの6音色。DH-280,800には、曲やリズムを内蔵した外部メモリー「ROMパック」が付属しており、カシオトーンと共通の別売ROMパックに交換可。また、MIDI OUT端子を標準装備しており（DH-280以外)外部音源の利用も可能。3電源（単3電池、AC100V、カーバッテリー）方式。

### 運指
リコーダーとほぼ同様の「リコーダー類似型運指」と、右手で音階、左手で♯♭オクターブを指定する初心者向けの「カシオオリジナル運指」とが選べる。

## シリーズのモデル
DH-100
88年5月発売。初代モデル。
DH-200
同8月発売。DH-100の色違い。
DH-800
9月発売。ROMパック対応。付属：RO-556（4曲+オートリズム16パターン）
DH-500
89年6月発売。トランスポーズインジケーター、ブレスセンシビティコントロール（息量センサーの感度調節）搭載。
DH-280
11月発売。ROMパック対応。付属：RO-582（5曲+オートリズム13パターン）